# Die Cherokees
Die Cherokees waren eine deutsche Band, die in den 1940er Jahren aktiv war. Sie wurde 1946 von Hans Bardeleben gegründet.

## Geschichte
Hans Bardeleben gründete 1946 die Band, die 1947 einen Plattenvertrag bei Polydor bekam. Nach der Veröffentlichung einiger Titel, zumeist Coverversionen,  kündigte Polydor einige Jahre später den Vertrag und die Band löste sich auf.

## Diskografie (Bekannte Titel)
- 1946: Mondnacht auf Cuba
- 1946: Amor-Amor / Ich nenne alle Frauen "Baby"
- 1947: In the Mood / Happy Days Are Here Again (Wochenend und Sonnenschein)